# 鵜沼駅
鵜沼駅（うぬまえき）は、岐阜県各務原市鵜沼山崎町三丁目にある、東海旅客鉄道（JR東海）高山本線の駅である。名古屋鉄道（名鉄）新鵜沼駅と相互乗換駅。「JR鵜沼駅」と呼ばれることが多い。駅番号はCG05。

## 歴史
- 1921年（大正10年）11月12日：高山線（1934年に高山本線へ改称）各務ケ原駅 - 美濃太田駅間開通と同時に開業。旅客及び貨物の取り扱いを開始[2]。
- 1932年（昭和7年）10月8日：名鉄（当時は名岐鉄道）犬山線から省営高山本線へ直通する初の列車が土曜・休日に運行を開始。
- 1972年（昭和47年）9月27日：高山本線と名鉄犬山線新鵜沼駅構内とを結ぶ短絡線が坂祝側に新設され、名鉄からの乗り入れ急行「北アルプス号」の当駅でのスイッチバック運転が廃止される。
- 1984年（昭和59年）1月10日：貨物の取り扱いを廃止[2]。
- 1985年（昭和60年）3月14日：荷物扱い廃止[2]。
- 1987年（昭和62年）4月1日：国鉄分割民営化に伴い、東海旅客鉄道（JR東海）の駅となる[2]。
- 2001年（平成13年）10月1日：特急北アルプス号廃止により高山本線・犬山線間の直通列車が消滅。その後、新鵜沼駅構内の両線連絡線の一部が撤去。
- 2004年（平成16年）3月24日：駅前を整備し、ロータリーを設ける。「水と緑をイメージ」したもので、ロータリーの中央には「ビオトープ池」が設置された。
- 2005年（平成17年）3月14日：1番ホーム階段下の倉庫より出火し、倉庫を全焼。跨線橋も一部焦げた。
- 2009年（平成21年）3月29日：橋上自由通路完成・橋上駅となる[3]。
- 2010年（平成22年）3月13日：ICカード「TOICA」の利用が可能となる[4]。

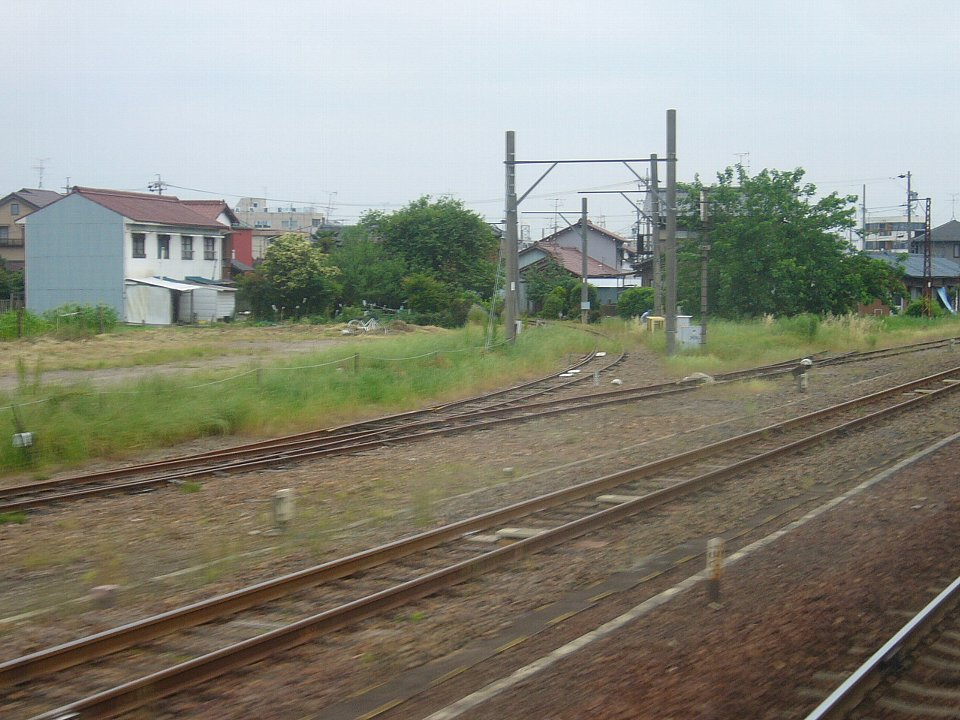
名鉄新鵜沼駅への連絡線跡（2006年6月）
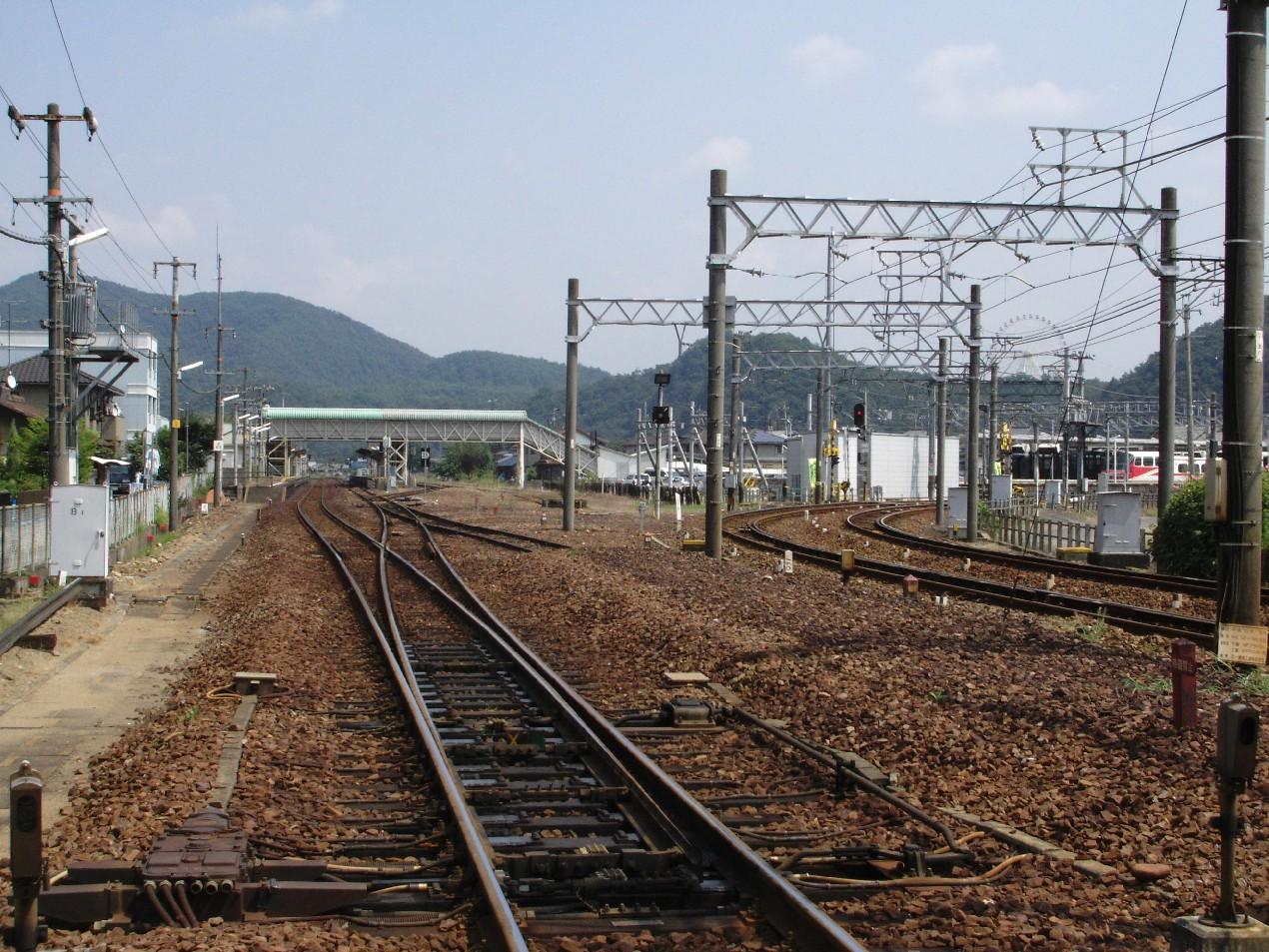
左側は東海旅客鉄道鵜沼駅、右側が名古屋鉄道新鵜沼駅（2006年8月）
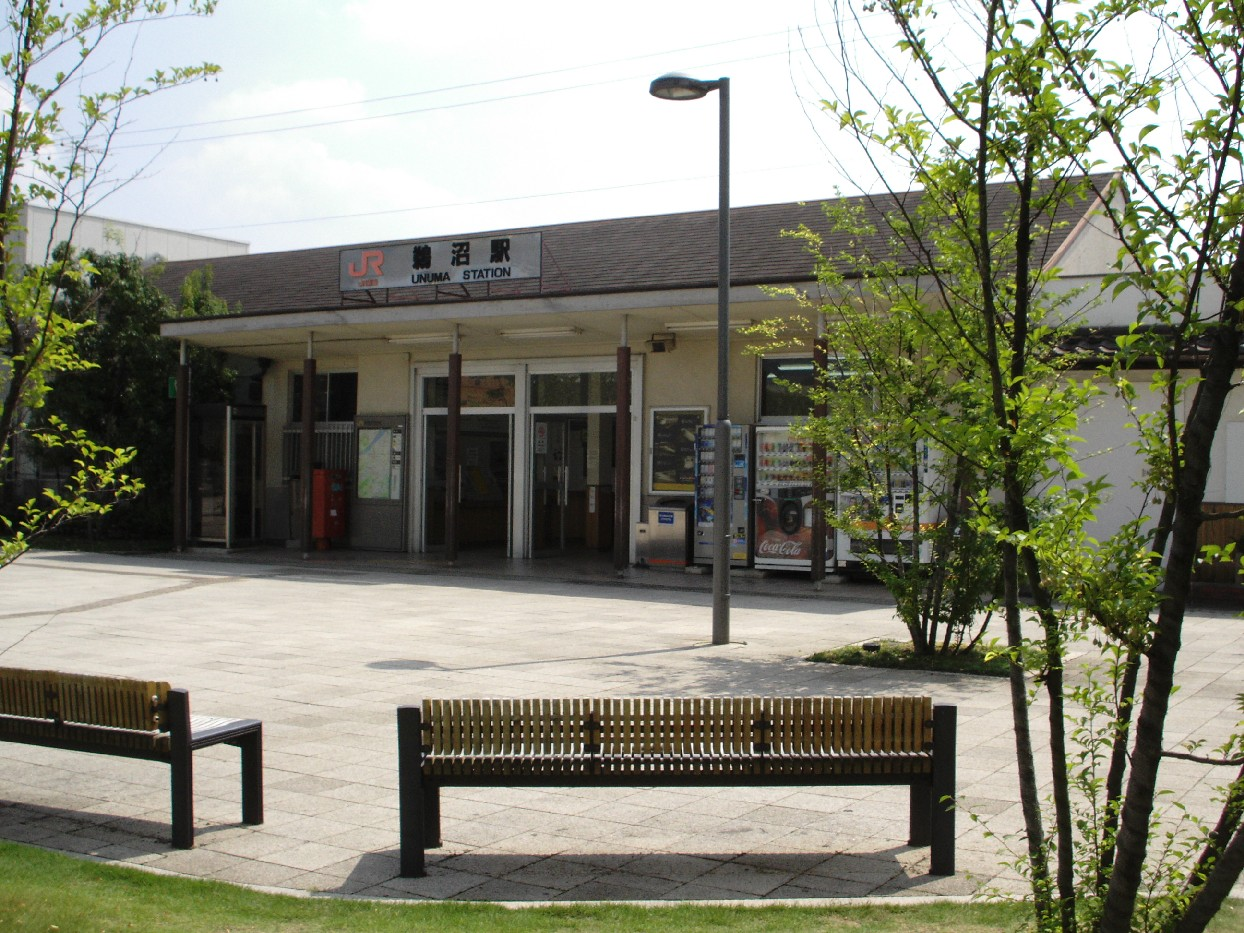
2008年の仮駅舎移行前の駅舎（2006年8月）

### 鵜沼駅・新鵜沼駅改良工事
鵜沼駅はホーム同士の移動手段が階段のみであった。2007年度より当駅と名鉄新鵜沼駅を結ぶ橋上通路建設のため、工事が進められた。
橋上駅舎は2009年3月29日より使用開始され、新しい改札口が設置されたほか、券売機が2台設置され、エレベーターや簡易型発車標（恵那駅や尾頭橋駅にあるものと同じタイプのもの）が設置された。また、階段も新しく設置されたことから従来の階段（連絡通路）は撤去された。
また、これにより改札分離が行われた。

## 駅構造
単式ホーム1面1線と島式ホーム1面2線、合計2面3線のホームを有する地上駅。一部の特急ひだ号が停車する。橋上駅舎を備える。改札口は、橋上部の1ヶ所。自動券売機、自動改札機（TOICA利用可能、旧駅舎時代より設置）、JR全線きっぷうりばが設置されている。バリアフリー設備として、各ホームにエレベーターが1基ずつある。
JR東海交通事業の職員が業務を担当する業務委託駅で、岐阜駅が当駅を管理している。
橋上の自由連絡通路には鵜沼空中歩道という名前がつけられており、駅を利用しなくても利用できる。通路は当駅の西側の名鉄新鵜沼駅駅舎側までつながっている。自由連絡通路の途中には名鉄新鵜沼駅東改札口へ向かう下り階段があり、月極駐車場へも出られる。

### のりば
| 番線 | 路線        | 方向 | 行先               | 備考       |
| ---- | ----------- | ---- | ------------------ | ---------- |
| 1    | CG 高山本線 | 下り | 美濃太田・高山方面 |            |
| 2    | CG 高山本線 | 上り | 岐阜・名古屋方面   |            |
| 3    | CG 高山本線 | 上り | 岐阜・名古屋方面   | 一部の列車 |
| 3    | CG 高山本線 | 下り | 美濃太田・高山方面 | 一部の列車 |

（出典：JR東海:駅構内図）

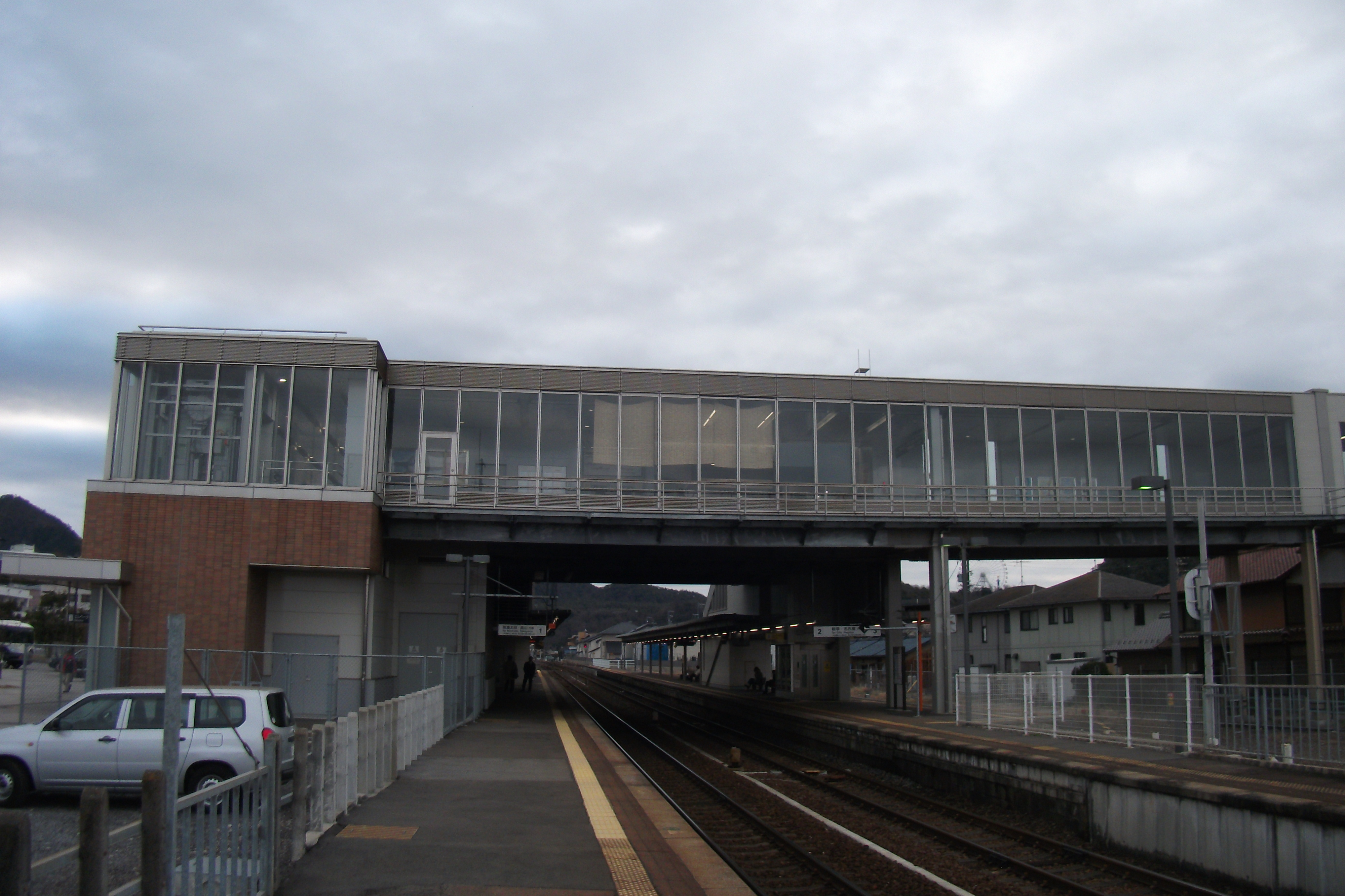
ホームから見た駅舎（2012年1月）
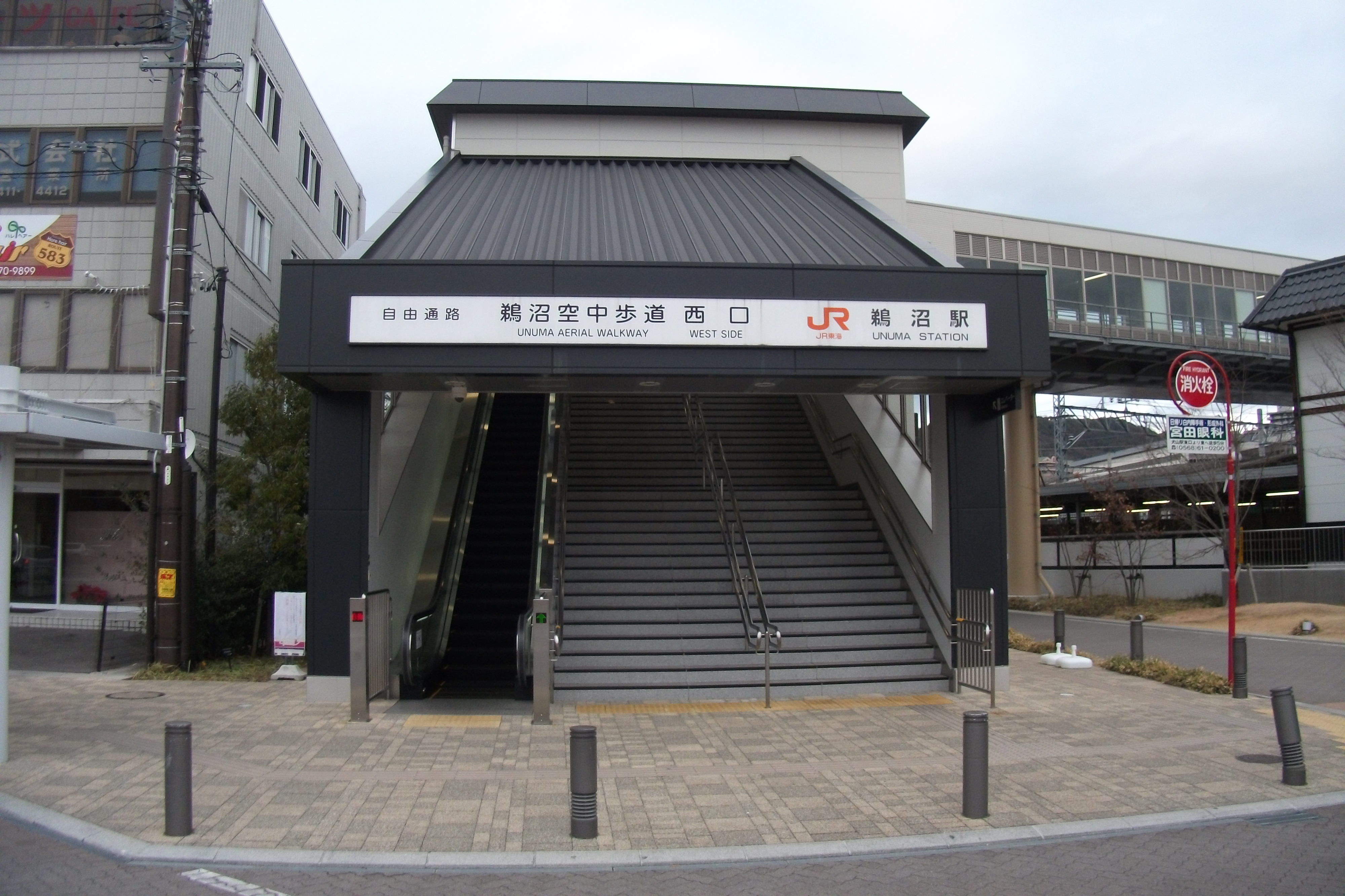
西口（2012年1月）
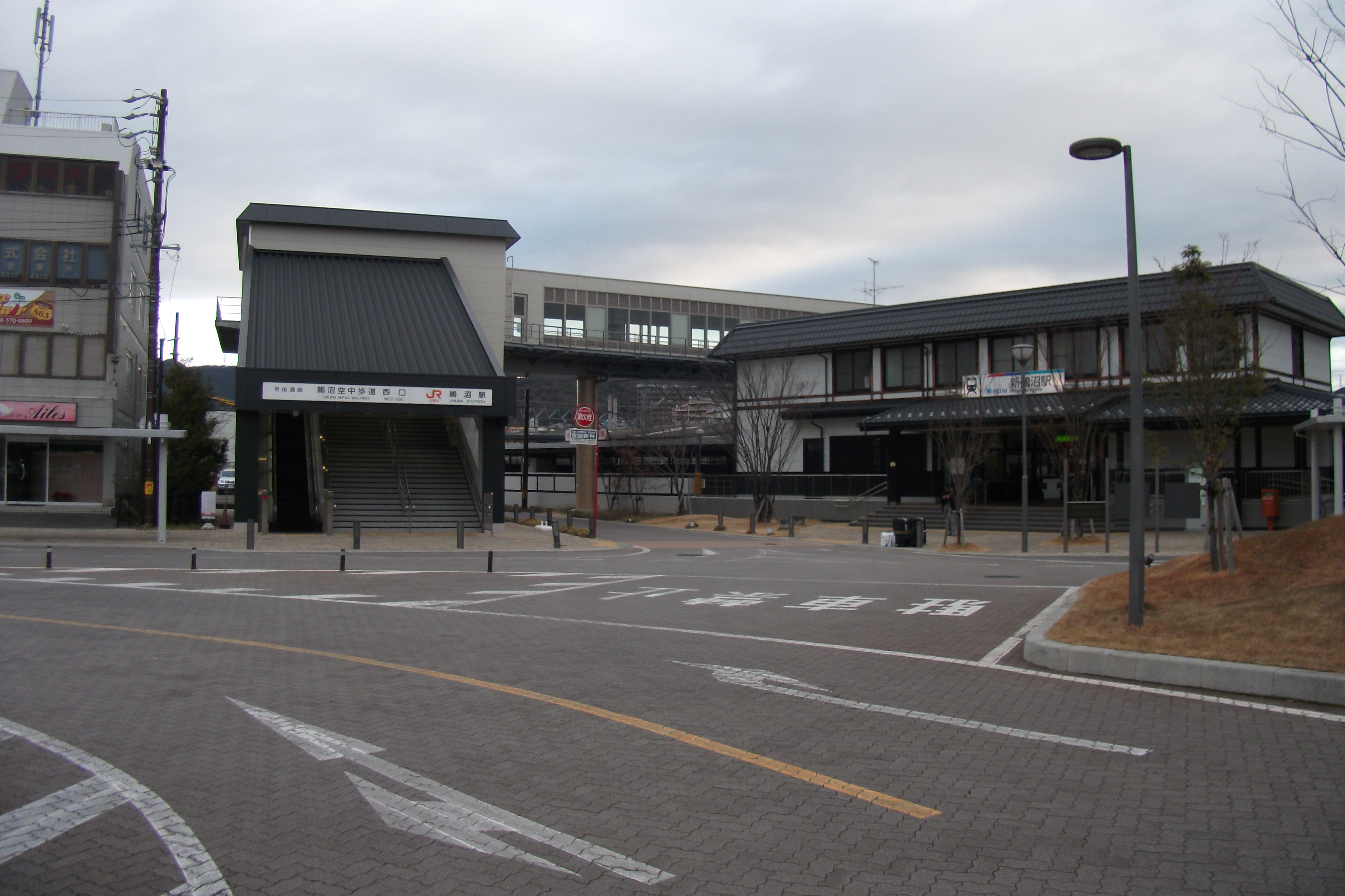
西口と名鉄新鵜沼駅西改札口がある駅舎（2012年1月）
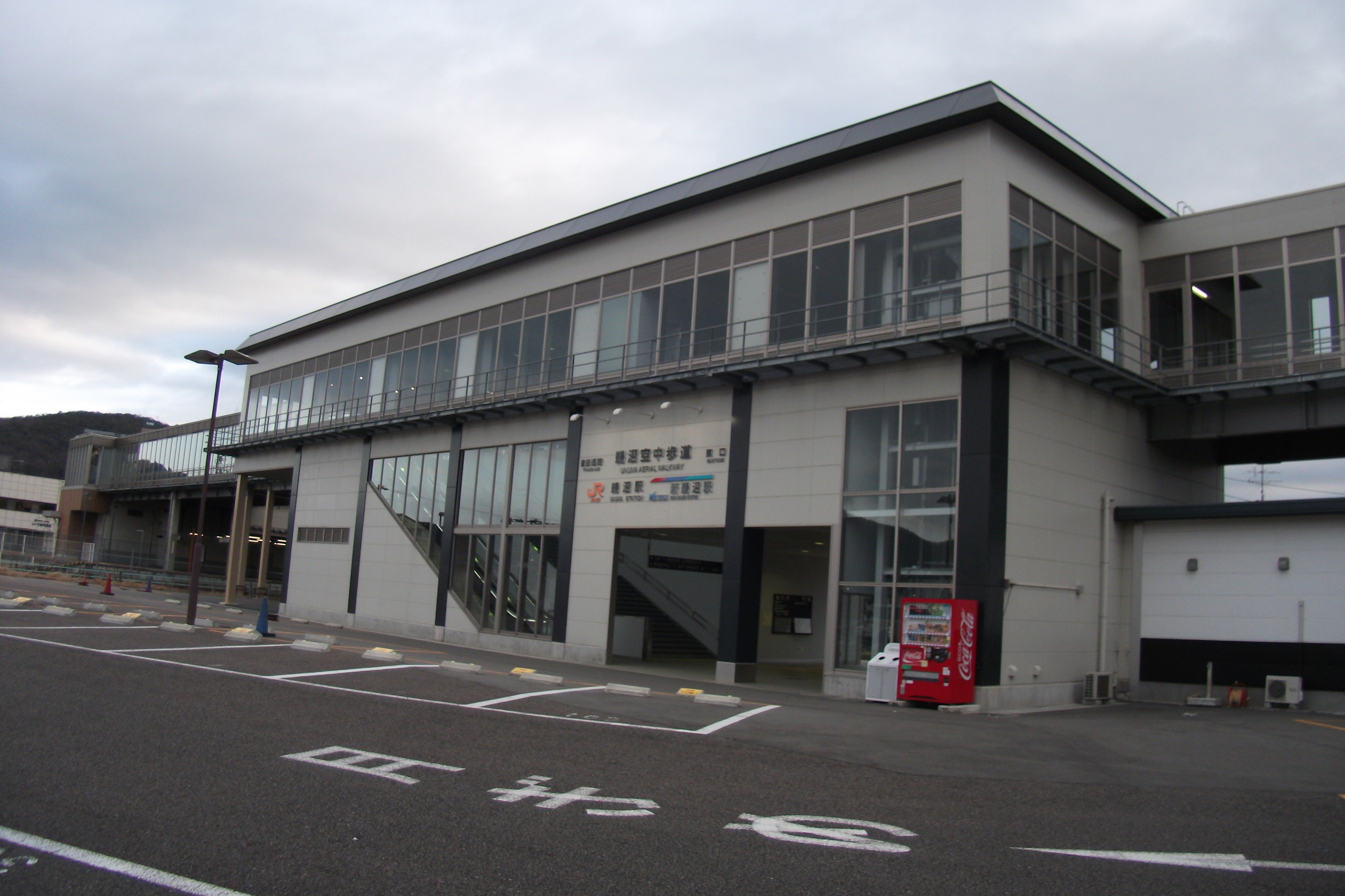
名鉄新鵜沼駅東改札口がある駅舎（2012年1月）
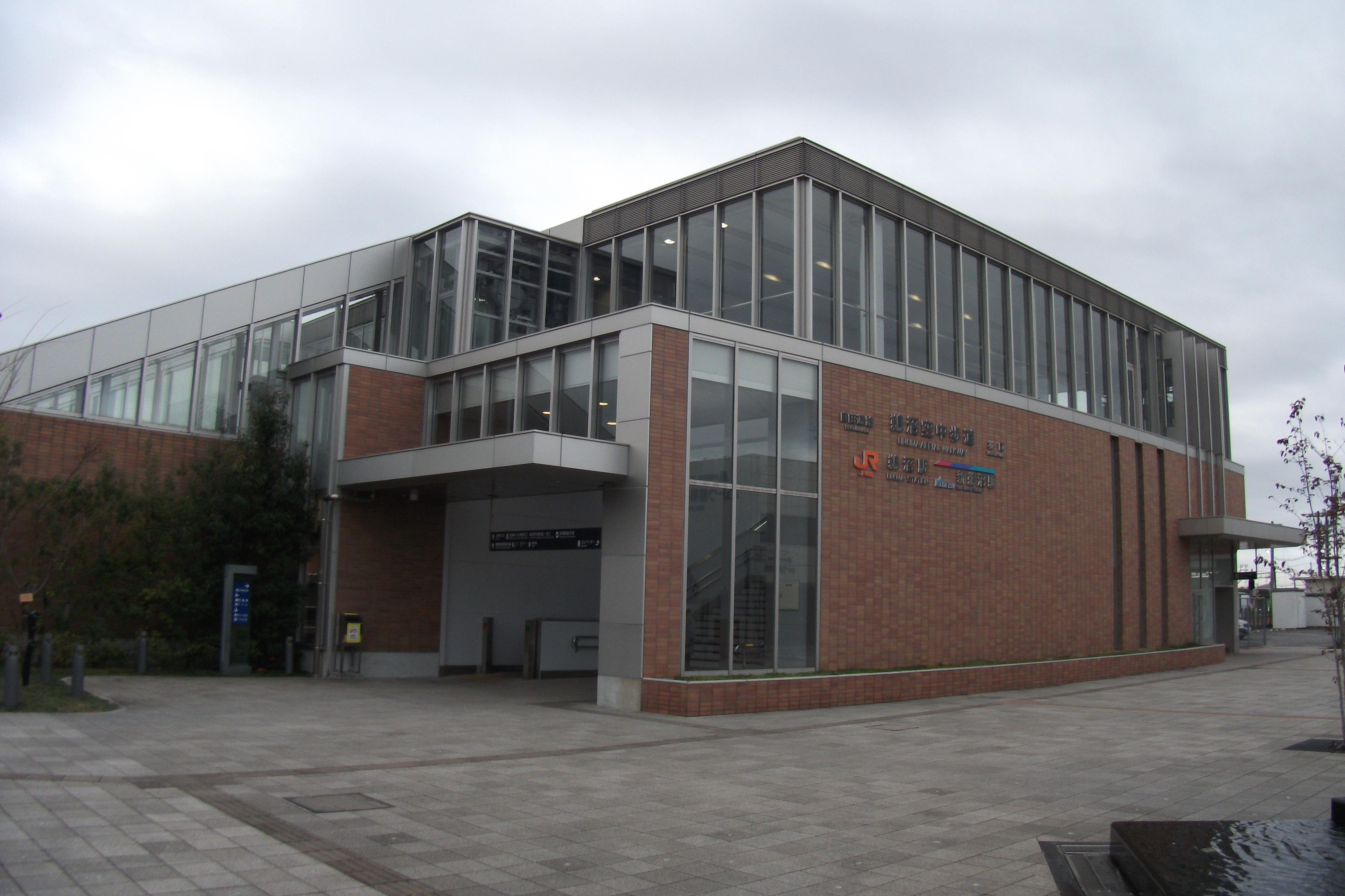
北口（2012年1月）
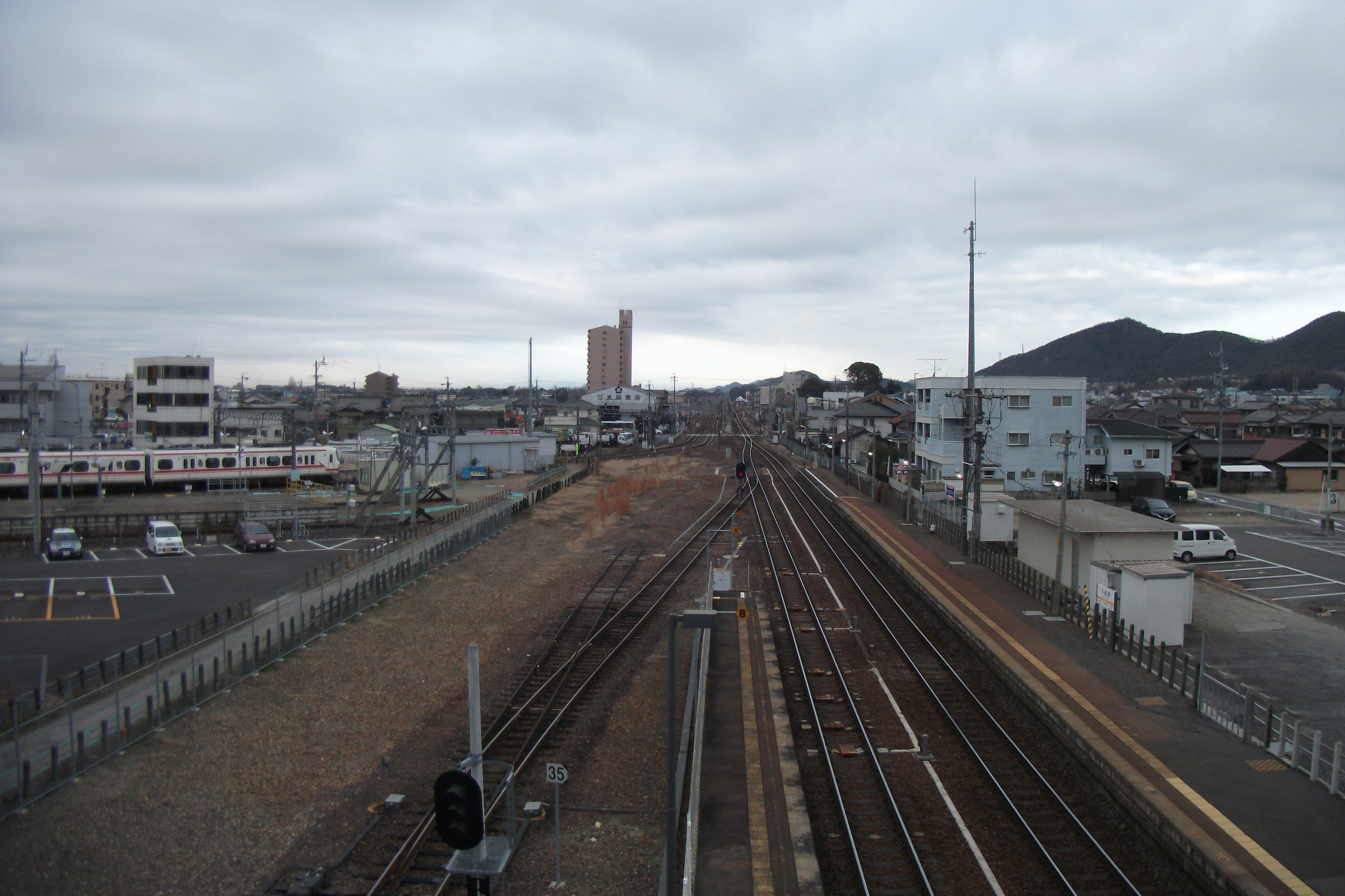
駅舎（鵜沼空中歩道）から見た各務原方面（2012年1月）
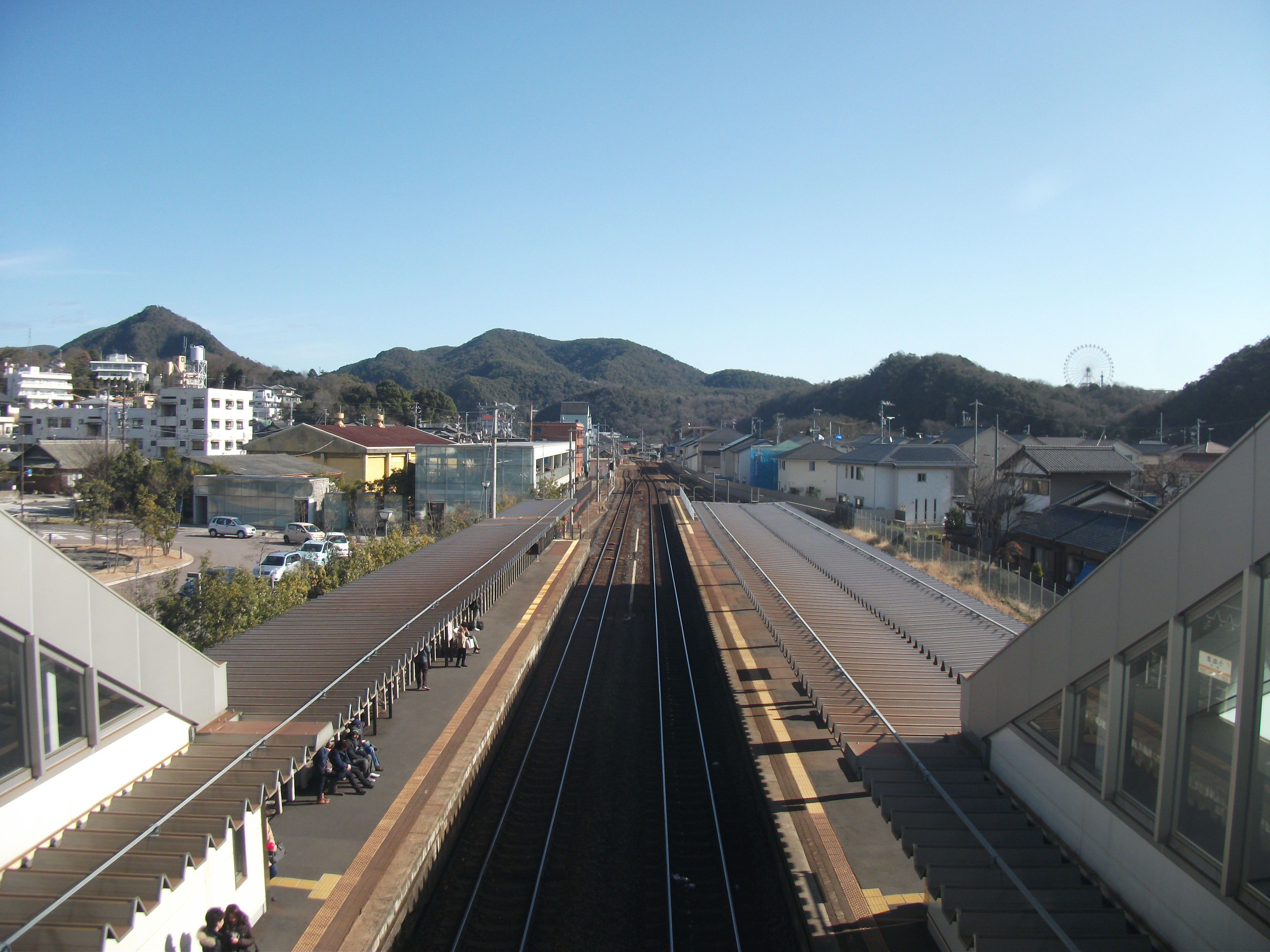
駅舎から見た坂祝方面（2012年1月）

| ← J：岐阜方面 M：三柿野・ 名鉄岐阜方面                        | 鵜沼駅 構内配線略図    | → 美濃太田・ 高山方面 |
|                                                               | ↓ 犬山・名鉄名古屋方面 |                       |
| 凡例 出典: 2009年現在。犬山線との連絡線は後に撤去されている。 |                        |                       |

## 利用状況
「岐阜県統計書」「各務原市統計書」によると、近年の1日平均乗車人員は以下の通りである。
| 年度   | 1日平均 乗車人員 |
| ------ | ---------------- |
| 2000年 | 1,228            |
| 2001年 | 1,207            |
| 2002年 | 1,199            |
| 2003年 | 1,236            |
| 2004年 | 1,214            |
| 2005年 | 1,259            |
| 2006年 | 1,239            |
| 2007年 | 1,211            |
| 2008年 | 1,233            |
| 2009年 | 1,224            |
| 2010年 | 1,202            |
| 2011年 | 1,234            |
| 2012年 | 1,228            |
| 2013年 | 1,282            |
| 2014年 | 1,293            |
| 2015年 | 1,377            |
| 2016年 | 1,391            |
| 2017年 | 1,393            |
| 2018年 | 1,376            |

名鉄新鵜沼駅より遥かに利用客が少ないが、岐阜駅までは名鉄より所要時間が短く運賃も安いために近年は利用客が少しずつ増加している。

## 駅周辺

### 施設
- 鵜沼東福祉センター
- 郵便局：各務原南町郵便局（新鵜沼駅改札より徒歩5分）・各務原東郵便局
- 金融機関：十六銀行、大垣共立銀行、岐阜信用金庫
  - 売店が改札付近にあったが現在は自販機が置かれている
- MEGAドン・キホーテ 鵜沼店
- 交通：名鉄新鵜沼駅（犬山線・各務原線）

## バス路線
「JR鵜沼駅」停留所にて、以下の路線バスやコミュニティバスが発着する。
- 岐阜バス
  - 鵜沼緑苑団地線 - 緑苑口方面

- 各務原市ふれあいバス
  - 鵜沼線（右回り、左回り）- 鵜沼宿駅方面
  - 東西線朝夕便 - 名電各務原駅方面

## 隣の駅
※ 特急「ひだ」の隣の停車駅は下りは美濃太田駅、上りは岐阜駅となる。（当駅の停車本数は少ない）
東海旅客鉄道（JR東海）
CG 高山本線
各務ケ原駅 (CG04) - 鵜沼駅 (CG05) - 坂祝駅 (CG06)